# لحظه گرگ و میش
لحظه گرگ و میش مجموعهٔ تلویزیونی به تهیه‌کنندگی و کارگردانی همایون اسعدیان است. نویسندهٔ این مجموعه، مونا انوری‌زاده و همایون اسعدیان و تهیه‌کننده اولیه حسین طاهری بوده است.

## خلاصهٔ داستان
داستان این مجموعه، روایتگر فراز و فرود خانواده‌ای اصیل و ایرانی، در طول سه دهه است که با محوریت زندگی تنها دختر خانواده، یاسمن، که از دههٔ ۶۰ با حوادث گوناگونی، از قبیل جنگ، تحولات اقتصادی و اجتماعی و … آغاز و تا زمان معاصر، ادامه خواهد داشت.

## بازیگران
| بازیگر           | نقش               |
| ---------------- | ----------------- |
| المیرا دهقانی    | یاسمن وحدت        |
| فاطمه گودرزی     | توران وحدت        |
| شهره سلطانی      | فرخنده وحدت       |
| فرید سجادی حسینی | حسین وحدت         |
| علیرضا کمالی     | احسان وحدت        |
| حسام محمودی      | هادی وحدت         |
| ناصر سجادی حسینی | یوسف وحدت         |
| پانیذ برزعلی     | حنانه بوستانی     |
| نیما نادری       | سروش مطلق         |
| پاشا رستمی       | حامد شریف         |
| رها خدایاری      | طاهره شریف        |
| وحید آقاپور      | فرهاد مهدوی       |
| مهتاب اکبری      | سوگند مطلق        |
| معین ضرابی       | کیوان             |
| فراز مدیری       | محمد مطلق         |
| ماهان نصیری      | محمد مطلق         |
| سیامک احصایی     | پارسا             |
| مریم حاجی‌زاده    | سیمین مطلق        |
| آیدا نامجو       | ندا معصومی        |
| لیلا بلوکات      | مریم صدیق (زیوری) |
| محمدرضا مالکی    | سیامک زیوری       |
| شبنم قربانی      | طناز حریرچی       |
| احسان امانی      | روشن              |
| مهرنوش مسعودیان  | سیما روشن         |
| زهره ساداتی      | پروانه درخشان     |
| آروین گالسیتان   | رازمیک گریگوریان  |
| تنی آواکیان      | کلاریس گریگوریان  |
| دریک تکدیان      | گریگوریان         |
| احسان بیات فر    | پیمان             |
| فائزه حسینی      | گیسو              |
| مدیا ذاکری       | عزیز              |
| کریم قربانی      | علیرضا رجبی       |
| ایلیار مؤمن      | مازیار درخشان     |
| بهاره مصدقیان    | خانم مقدمیان      |
| آرمینه زیتونچیان |                   |
| مهسان خداکرمی    | مژگان             |
| رضا حجری         | بوستانی           |
| مهدی حسینی نیا   |                   |
| علیرضا گیلوری    | سروان علی‌آبادی    |
| مهدی ملاک        | سعید بوستانی      |

## جوایز و نامزدی‌ها[۳]
| سال  | جایزه            | بخش                             | نامزد          | نتیجه    |
| ---- | ---------------- | ------------------------------- | -------------- | -------- |
| ۱۳۹۸ | دوره ۱۹ جشن حافظ | تندیس بهترین بازیگر زن درام     | المیرا دهقانی  | نامزدشده |
| ۱۳۹۸ | دوره ۱۹ جشن حافظ | تندیس بهترین کارگردانی تلویزیون | همایون اسعدیان | نامزدشده |
| ۱۳۹۸ | دوره ۱۹ جشن حافظ | تندیس بهترین ترانه فیلم/سریال   | محمد معتمدی    | نامزدشده |

- این سریال همچنین در هفتمین دوره جشنواره بین‌المللی فیلم شهر نامزد بخش «بهترین سریال» شد.[۴]

نام
نام این سریال در ابتدا قرار بود سوگند باشد، اما به دلایلی به نام لحظه گرگ و میش انتقال یافت.

### انصراف از نامزدی جشنواره حافظ ۱۳۹۸ و حواشی آن
همایون اسعدیان کارگردان و تهیه‌کننده سریال «لحظه گرگ و میش» با انتقاد از جشن حافظ اعلام کرد که اجازه داوری نهایی اثرش در این رقابت را نمی‌دهد. همچنین محمد معتمدی خواننده تیتراژ سریال نیز انصراف خود را از نامزدی این جشنواره اعلام داشت.

## موسیقی[۸]
| شماره | نام                              | خواننده     | مدت  |
| ----- | -------------------------------- | ----------- | ---- |
| ۱.    | «حالا که می‌روی» (تیتراژ ابتدایی) | محمد معتمدی | ۳:۴۹ |
| ۲.    | «آرام من» (تیتراژ میانی)         | محمد معتمدی | ۴:۰۱ |
| ۳.    | «پاییز» (تیتراژ میانی)           | محمد معتمدی | ۳:۲۰ |

ترانه نفرین (سنگ قبر آرزو) با آهنگی از پرویز مقصدی، شعری از پرویز وکیلی و خوانندگی آرتوش در این سریال بازخوانی و در تیتراژ پایانی پخش شد.